# (5796) 1978 VK5
(5796) 1978 VK5 (1978 VK5, 1980 GR1, 1982 YM4, 1989 SU10) — астероїд головного поясу, відкритий 7 листопада 1978 року.
Тіссеранів параметр щодо Юпітера — 3.492.